# Uldhalsstork
Uldhalsstork (latin: Ciconia episcopus) er en storkefugl, der lever i det sydlige Asien.